# Virginia Key
Virginia Key é uma ilha e bairro histórico do condado de Miami-Dade, localizada nos limites da cidade de Miami e conhecido por sua bela praia, que é considerada um dos símbolos da Flórida. A porção sudoeste da ilha é definida como um condado não-incorporado.
A ilha abriga o Virginia Key Beach Park que foi designado como um local no Registro Nacional de Lugares Históricos em 28 de junho de 2002.

## Parque de Mountain Bike
Em 20 de fevereiro de 2011, se abriu um novo parque de Mountain Bike na parte norte de Virginia Key. Mais de 70 voluntários construíram o parque em três meses. O parque tem trilhas de nível noviço, intermediário, e avançado.